# Poměr mezi obvodem pasu a výškou
Poměr mezi obvodem pasu a výškou, obvykle značen WHtR (z anglického waist-to-height ratio) nebo WSR (z anglického waist-to-stature ratio) je ukazatel množství tělesného tuku u člověka. Výpočet je definován jako poměr obvodu pasu a výšky jedince (oboje ve stejných jednotkách, například centimetrech):
{\displaystyle {\mbox{WHtR}}={\frac {\mbox{obvod pasu [cm, m, in...]}}{\mbox{vyska [jednotka jako v citateli] }}}}
Vysoké hodnoty WHtR indexu indikují vyšší riziko chorob kardiovaskulárního systému spojených s obezitou (což souvisí s břišní obezitou).
Studie z roku 2010, ve které bylo testováno 11 000 lidí po dobu více než osmi let, prokázala, že WHtR je lepší ukazatel rizika infarktu myokardu, mrtvice či úmrtí než obecně více využívaný BMI (body mass index).. Avšak další studie z roku 2011, ve které autoři sledovali 60 000 vzorků po dobu 13 let, přišla se závěrem, že WHR tj. poměr obvodu pasu a boků (pokud je přizpůsoben BMI) představuje lepší ukazatel pro indikaci úmrtí způsobeného ischemickou srdeční chorobou než WHtR.
WHtR také nebyl shledán jako predikátor vzniku diabetes mellitus minimálně v jedné studii.
Hodnota WHtR přesahující 0,5 se již bere jako kritická a indikuje zvýšená rizika (pro výše zmíněné choroby). Systematická studie z roku 2010 přišla se závěrem, že „využití WHtR indexu může být výhodné, protože při výpočtu se nebere ohled na věk, pohlaví, či etnickou příslušnost pacienta“. Platí, že pro lidi do 40 let je kritická hodnota indexu 0,5 a pro lidi ve věku mezi 40 a 50 je kritická hodnota mezi 0,5 a 0,6, dále pro lidi starší 50 let začíná kritická hodnota na 0,6.
| Osoba                           | Poměr mezi obvodem pasu a výškou (WHtR) |
| ------------------------------- | --------------------------------------- |
| Marilyn Monroe                  | 0,3359                                  |
| Beyonce                         | 0,3881                                  |
| Plavkyně na střední škole       | 0,4240                                  |
| Plavec na střední škole         | 0,4280                                  |
| Bodybuilder                     | 0,4580                                  |
| Ženy – zvýšené riziko           | 0,4920                                  |
| Obecná hranice zvýšeného rizika | 0,5000                                  |
| Rizika jako při BMI přes 25     | 0,5100                                  |
| Muž – zvýšené riziko            | 0,5360                                  |
| Rizika jako při BMI přes 30     | 0,5700                                  |
| Obezita                         | 0,5770                                  |
| Značný nárůst rizika            | 0,5820                                  |

Pro porovnání ještě tabulka s přiřazením jednotlivých kategorií dle hodnoty WHtR indexu:
| Děti (do 15 let) | Muži         | Ženy         | Kategorie           | Ukázky |
| ---------------- | ------------ | ------------ | ------------------- | --- |
| <=0,34           | <=0,34       | <=0,34       | Extrémně hubený     | Marilyn Monroe (0,3359) |
| 0,35 až 0,45     | 0,35 až 0,42 | 0,35 až 0,41 | Zdravě hubený       | Beyonce (0,3881) Kate Moss (0,3882)                                                                                                   |
| 0,46 až 0,51     | 0,43 až 0,52 | 0,42 až 0,48 | Zdravý              | Plavkyně na střední škole (0,4240) Plavec na střední škole (0,4280) Ashley Graham (plus sized modelka) (0,4855) Body Builder (0,4580) |
| 0,52 až 0,63     | 0,53 až 0,57 | 0,49 až 0,53 | Nadváha             | Ženy – zvýšené riziko (0,4920) Muži – zvýšené riziko (0,5360)                                                                         |
| 0,64 +           | 0,58 až 0,62 | 0,54 až 0,57 | Značná nadváha      | |
|                  | 0,63 +       | 0,58 +       | Patologická obezita | |